# Helen Thomas
Pour les articles homonymes, voir Thomas.
Helen Thomas, née le 4 août 1920 à Winchester (Kentucky) et morte le 20 juillet 2013 à Washington, est une éminente reporter américaine d'agence de presse, chroniqueuse pour Hearst Newspapers et correspondante accréditée à la Maison-Blanche de 1960 à 2010. 
Elle a travaillé cinquante-sept ans comme correspondante puis chef de bureau à la Maison-Blanche pour l'agence United Press International (UPI) avant d'œuvrer pour Hearst. Elle a ainsi couvert l'actualité de la présidence américaine depuis John F. Kennedy jusqu'au président Barack Obama. Elle fait partie de plusieurs prestigieux cercles de journalistes, dont elle a souvent pu être la première femme à devenir membre. Elle a écrit quatre livres, le dernier étant Watchdogs of Democracy?: The Waning Washington Press Corps and How It Has Failed the Public (2006).

## Biographie
Helen Thomas est née à Winchester (Kentucky) de parents immigrés libanais. Elle a été élevée à Détroit, suivant ses études l'université de Wayne State où elle obtient en 1942 un bachelor's degree. Le premier contact de Thomas avec le monde du journalisme est un poste de coursière de rédaction qu'elle obtint au Washington Daily News (aujourd'hui disparu). Elle devient finalement journaliste stagiaire, mais elle fait partie d'une vague de licenciements économiques au journal.
Helen Thomas rejoint l'agence UPI en 1943, où elle rédige des dépêches sur des sujets féminins. Plus tard dans la décennie, elle s'occupe de la chronique "Names in the news" (« Les noms qui font parler d'eux »), et après 1955, elle rend compte de l'actualité d'agences fédérales comme le département de la Justice, le FBI et le département de la Santé et des Services sociaux. Thomas est la présidente du Women's National Press Club en 1959 et 1960.

### Correspondance de la Maison-Blanche

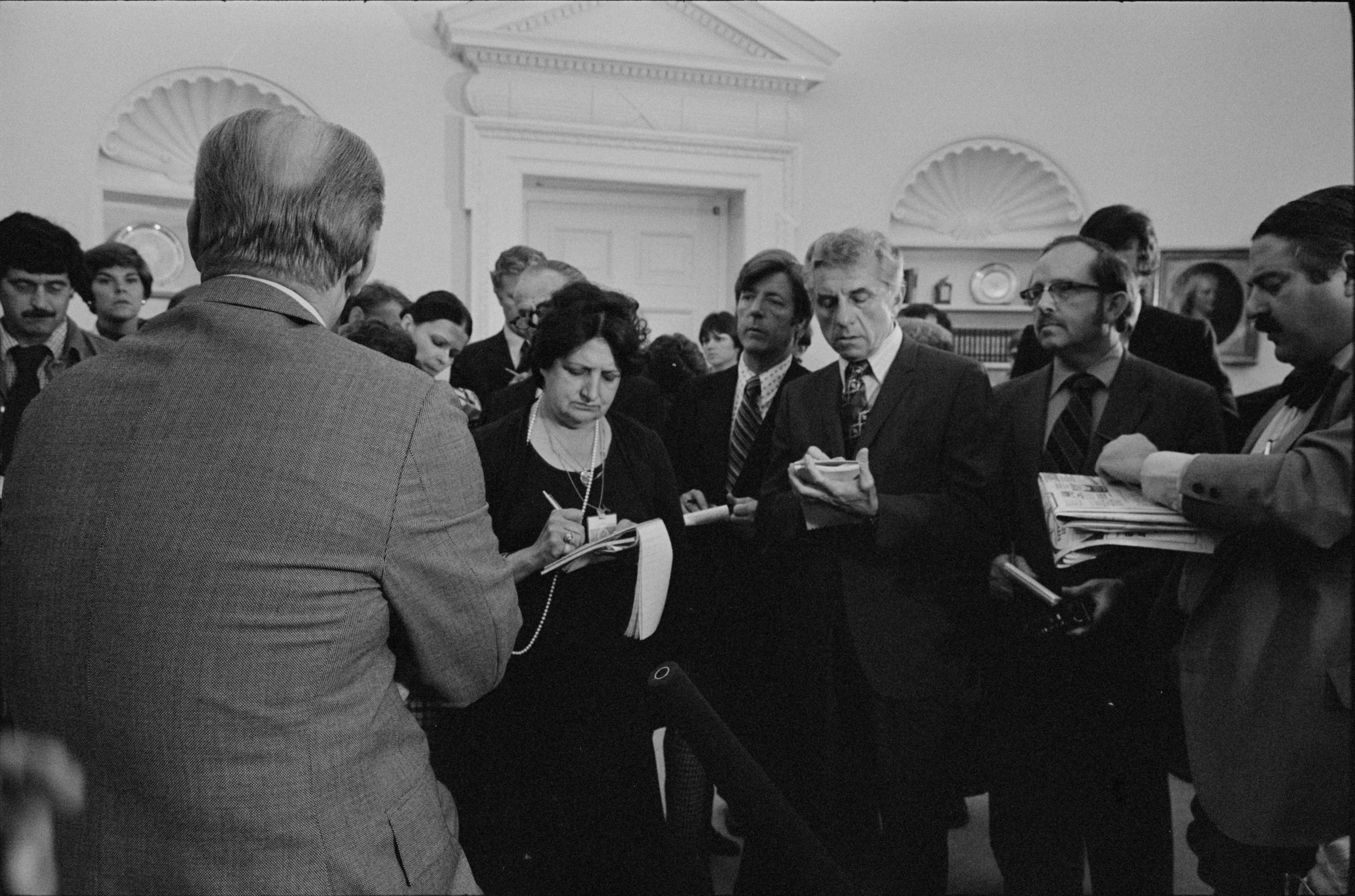
Helen Thomas lors d'une conférence de presse du président Gerald Ford dans le Bureau ovale, en septembre 1976.

En novembre 1960, Thomas commence à suivre le nouveau président John F. Kennedy. Elle devient en janvier 1961 la correspondante d'UPI à la Maison-Blanche. C'est à ce poste que Thomas est peu à peu surnommée « the Sitting Buddha » (« Le Bouddha assise »). Elle clôt également les conférences de presse par la même phrase : « Thank you, Mister President » (« Merci, monsieur le président »).
Helen Thomas est la seule journaliste femme à accompagner le président Richard Nixon lors de son important voyage en Chine, en 1972. Elle a suivi plusieurs fois en voyage officiel les présidents Richard Nixon, Gerald Ford, Jimmy Carter, Ronald Reagan, George H. W. Bush, Bill Clinton, et George W. Bush, et a couvert tous les sommets économiques.
Elle est plus tard devenue chef de bureau à la Maison-Blanche pour UPI, où elle reste employée jusqu'à sa démission le 17 mai 2000, par opposition au rachat d'UPI par News World Communications, déjà propriétaire du Washington Times. Thomas a répondu aux allégations selon lesquelles elle quittait UPI à cause de la réputation conservatrice du Washington Times, en disant que la véritable motivation de son départ était les liens qui unissent la News World Corporation et la secte Moon de Sun Myung Moon. Helen Thomas est alors devenue correspondante à la Maison-Blanche et chroniqueuse pour le syndicat King Features Syndicate (Hearst Corporation).

### Sous l'administration Bush

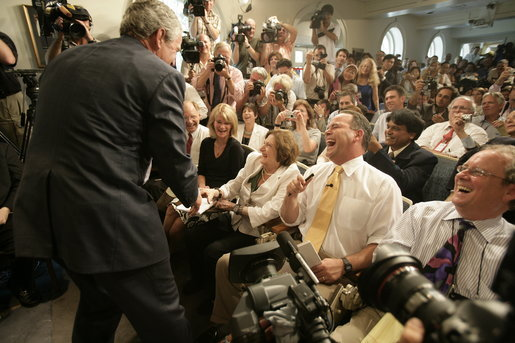
Le président américain George W. Bush souhaite un bon anniversaire à Helen Thomas dans la salle de presse de la Maison-Blanche, le 2 août 2006.

Il était de tradition que Thomas soit assise au premier rang et pose la première question, lors des conférences de presse de la Maison-Blanche. Mais selon Helen Thomas, lors d'une interview accordée en 2006 au Daily Show, cela n'est plus le cas car elle ne représente plus une agence de presse. Elle a donc été déplacée vers les rangs du fond pour les conférences de presse, même si elle s'assoit toujours devant pour les points de presse. On lui donne la parole pour poser des questions durant les briefings quotidiens mais elle ne termine plus les conférences de presse présidentielles en disant « Merci, M. le président ». En réponse à la question de savoir pourquoi elle est désormais placée dans les dernières rangées, elle répond que c'est « parce qu'ils ne m'aiment pas… Je pose des questions trop méchantes ».
Le 21 mars 2006, le président Bush lui accorde la parole pour la première fois en trois ans. Thomas pose une question sur la guerre en Irak : « Je voudrais vous poser une question, monsieur le président, à propos de votre décision d'envahir l'Irak qui a causé la mort de milliers d'Américains et d'Irakiens et des blessures chez les Américains et les Irakiens pour toute une vie. Chaque raison donnée, publiquement tout du moins, s'est finalement révélée ne pas être vérifiée. Ma question est : Pourquoi vouliez-vous véritablement partir en guerre ? Dès l'instant où vous êtes entré dans la Maison-Blanche, depuis votre Cabinet — vos conseillers, vos personnes chargées des renseignements, etc. — quelle était votre véritable volonté ? Vous avez dit que ce n'était pas le pétrole — la poursuite du pétrole, cela n'a pas été Israël, ou quoi que ce soit d'autre. Qu'est ce que c'était donc? ».
La réponse de Bush porte alors sur la guerre contre le terrorisme en général, et donne comme raison pour l'invasion le fait que Saddam Hussein a choisi d'empêcher les inspecteurs de faire leur travail et de ne rien révéler sur son arsenal. 
Aux États-Unis, Helen Thomas a été par la suite critiquée pour sa question par les conservateurs. En France, l'évènement a été repris dans La Matinale de Bruce Toussaint, mais dans ce que Daniel Schneidermann a jugé être « un cas d'école de montage manipulateur » dans son émission Arrêt sur images.
Helen Thomas a exprimé publiquement son opinion à propos du président Bush. Après un discours lors d'un banquet organisé par la Society of Professional Journalists, elle déclare à une personne lui demandant un autographe et qui s'interroge sur son expression triste : « Je couvre le pire président de l'histoire des États-Unis ». Cette personne qui lui demandait un autographe se trouve être un journaliste sportif pour le Daily Breeze et son commentaire est publié. Après ne pas avoir reçu la parole lors d'une conférence de presse pour la première fois en quarante ans, Thomas décide d'écrire au président pour présenter des excuses.
Thomas a également déclaré dans The Hill : « le jour où Dick Cheney se présentera à l'élection présidentielle, je me suiciderai. On n'a pas besoin d'un autre menteur... Je pense qu'il aimerait bien se lancer, mais ce serait un jour triste pour le pays si c'était le cas ». 
Lors d'une conférence donnée devant des étudiants au Center for American Progress le 2 juin 2006, Thomas critique fortement les journalistes qui, selon elle, ne rapportent pas les faits de la guerre en Irak d'une manière exacte et critique. Elle déclare également espérer un retour d'un véritable journalisme, et ajoute que le public étudiant devrait être dans les rues pour manifester plutôt qu'assis dans la salle de conférence.
Le 18 juillet 2006, lors du point de presse de la Maison-Blanche, Helen Thomas, d'origine libanaise, fait la remarque que, selon elle, « les États-Unis ne sont pas si impuissants que ça. Ils auraient pu faire cesser le bombardement du Liban. Nous avons bien assez de contrôle sur les Israéliens… Nous avons préféré une punition collective à l'encontre du Liban et de la Palestine ». Tony Snow, porte-parole de la Maison-Blanche, répond alors : « Merci pour le point de vue du Hezbollah ».
Le 12 juillet 2007, Helen Thomas accuse le président Bush d'avoir commencé la guerre en Irak par son unique volonté, et insiste sur le fait que lui seul peut y mettre un terme à n'importe quel moment, en s'en référant aux Nations unies.
Dans la salle de presse rénovée, Helen Thomas est de nouveau assise au premier rang.

### Sous l'administration Obama

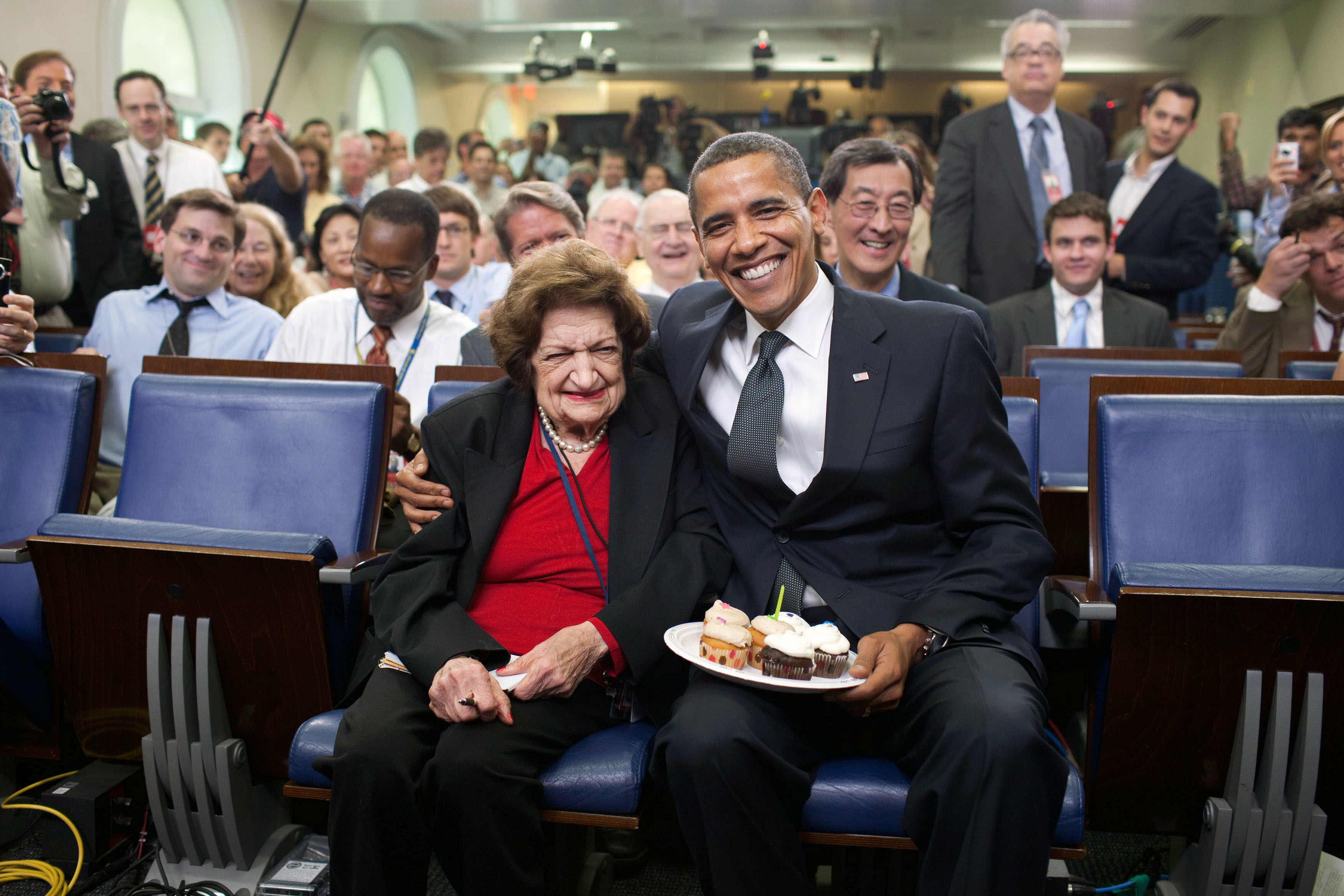
Le président Barack Obama apportant des gâteaux pour le 89e anniversaire d'Helen Thomas, le 2 août 2009, dans la salle de presse de la Maison-Blanche. — Ce président américain et la correspondante de presse sont nés le même jour de l'année, le 4 août.

Le 9 février 2009, Thomas est présente au premier rang dans l'East Room lors de la première conférence de presse de Barack Obama portant principalement sur le plan de relance américain. Le président Obama lui donne la parole pour poser sa question en lui disant sur un ton humoristique : « Helen, c'est mon moment d'investiture ici, je suis vraiment excité. » Elle demande alors au nouveau président s'il avait connaissance d'un pays du Proche-Orient possédant des armes nucléaires.

## Distinctions
- En novembre 1976, Helen Thomas a été classée parmi les « 25 femmes les plus influentes d'Amérique » par le World Almanac
- En 1986, Thomas est entrée au Michigan Women's Hall of Fame
- En 1989, la Missouri School of Journalism a récompensé Thomas de sa médaille du Missouri pour son exemplarité dans la profession
- En 1998, Thomas a reçu la récompense de l'International Women's Media Foundation pour l'ensemble de son travail
- Également en 1998, elle est la première personne à recevoir un prix établi à son nom par la White House Correspondents Association, appelé Helen Thomas Lifetime Achievement Award
- En 2003, la National Organization for Women lui décerne son Intrepid Award[15]
- Le 25 mai 2006, Thomas entre dans le Michigan Walk of Fame dans le centre-ville de Lansing (Michigan)[16]
- Le 20 mai 2007, Thomas reçoit de manière honorifique un doctorat de lettres humaines du Siena College, à Loudonville (État de New York) pour sa contribution dans la destruction de la barrière de genre au sein du journalisme.

## Déclarations à propos du conflit israélo-palestinien
Le 27 mai 2010, en marge du Jewish Heritage Celebration Day à la Maison-Blanche, l'échange suivant a lieu entre Thomas et le rabbin David Nesenoff :
Nesenoff : Un commentaire sur Israël ? Nous demandons à tout le monde aujourd'hui, un commentaire sur Israël ?
Thomas : Dites-leur de foutre le camp de Palestine. (rire)
Nesenoff : Oooh. Un meilleur commentaire sur Israël ?
Thomas : (rire) Rappelons-nous, ces gens sont occupés et ce sont leurs terres. Ce n'est pas l'Allemagne, ce n'est pas la Pologne...
Nesenoff : Et où doivent-ils aller, que doivent-ils faire ?
Thomas : Rentrer chez eux.
Nesenoff : Où est-ce ?
Thomas : En Pologne. En Allemagne.
Nesenoff : Donc vous dites aux Juifs de rentrer en Pologne et en Allemagne ?
Thomas : Et aux États-Unis et partout ailleurs. Pourquoi pousser des gens qui vivent là depuis des siècles en dehors de chez eux ? Vous voyez ?
Nesenoff : En effet, êtes-vous au courant de l'histoire de cette région et de ce qui s'y passe?
Thomas : Absolument. Je viens d'un milieu arabe.
La déclaration a fait grand bruit et il lui a été demandé de s'excuser, ce qu'elle a fait peu de temps après. Certains journalistes ont même critiqué sa prise de position et son attitude pro-palestinienne dans les questions posées au président des États-Unis après qu'elle eut qualifié l'attaque des forces israéliennes de « boucherie ». Le 7 juin 2010, Helen Thomas prend finalement sa retraite à l'âge de 89 ans. Elle n'explique pas immédiatement les raisons de cette démission, présentée seulement quelques jours après le début de la controverse.
Le mercredi 9 juin 2010, Helen Thomas a reçu le soutien du Hezbollah par l'intermédiaire du député libanais de l'organisation  chiite Hussein al-Musawi.

## Publications
- Dateline: White House (MacMillan, 1975)  (ISBN 0-0261-7620-3)
- Front Row at the White House: My Life and Times (Scribner, 2000)  (ISBN 0-6848-6809-1)
- Thanks for the Memories, Mr. President : Wit and Wisdom from the Front Row at the White House (Scribner, 2003)  (ISBN 0-7432-0226-0)
- Watchdogs of Democracy?: The Waning Washington Press Corps and How It Has Failed the Public (Scribner, 2006)  (ISBN 0-7432-6781-8)

## Caméo
Elle joue son propre rôle dans le film Président d'un jour (1993).